# ساوت پتروین
ساوت پتروین (به انگلیسی: South Petherwin) یک روستا و محله مدنی در بریتانیا است که در کورنوال واقع شده‌است. ساوت پتروین ۹۳۱ نفر جمعیت دارد.